# Graz Giants 2008
Questa voce raccoglie le informazioni riguardanti i Graz Giants nelle competizioni ufficiali della stagione 2008.

## Prima squadra

### Austrian Football League 2008

#### Stagione regolare
| Vienna 29 marzo 2008, ore 15:00 1ª giornata | Vienna Vikings                                 | 20 – 33 (7-7 0-6 0-13 13-7) referto | Graz Giants | Hohe Warte Stadion (3000 spett.)\| Arbitri: \| Savicevic H. Dungler Hofbauer Tadic C. Steiner \| |
| Arbitri:                                    | Savicevic H. Dungler Hofbauer Tadic C. Steiner |                                     |             |                                                                                                  |

| Graz 5 aprile 2008, ore 14:00 2ª giornata | Graz Giants                               | 40 – 7 (7-0 13-7 7-0 13-0) referto | Black Lions | Stadion Eggenberg (1200 spett.)\| Arbitri: \| C. Steiner Leue Tadic Hölbling C. Kreimel \| |
| Arbitri:                                  | C. Steiner Leue Tadic Hölbling C. Kreimel |                                    |             |                                                                                            |

| Wattens 26 aprile 2008, ore 15:10 4ª giornata | Tirol Raiders                                  | 42 – 24 (14-3 0-7 14-7 14-7) referto | Graz Giants | Gernot-Langes-Stadion (1800 spett.)\| Arbitri: \| Hofbauer O. Wahl Leue M. Balac Lair Edelmüller \| |
| Arbitri:                                      | Hofbauer O. Wahl Leue M. Balac Lair Edelmüller |                                      |             | |

| Korneuburg 4 maggio 2008, ore 18:00 5ª giornata | Danube Dragons                                        | 41 – 34 (0-0 19-17 7-7 15-10) referto | Graz Giants | Rattenfängerstadion (1100 spett.)\| Arbitri: \| Edelmüller D. Muellner A. Fritz Leue K. Bremser Tadic \| |
| Arbitri:                                        | Edelmüller D. Muellner A. Fritz Leue K. Bremser Tadic |                                       |             | |

| Graz 17 maggio 2008, ore 16:00 6ª giornata | Graz Giants                                                | 42 – 35 (7-0 14-7 14-7 7-21) referto | Vienna Vikings | Stadion Eggenberg (2100 spett.)\| Arbitri: \| Edelmüller K. Bremser Hölbling E. Scheiber C. Kreimel Leue \| |
| Arbitri:                                   | Edelmüller K. Bremser Hölbling E. Scheiber C. Kreimel Leue |                                      |                | |

| Graz 24 maggio 2008, ore 16:00 7ª giornata | Graz Giants                                              | 48 – 12 (28-0 14-0 0-0 6-12) referto | Cineplexx Blue Devils | Stadion Eggenberg (950 spett.)\| Arbitri: \| Hofbauer D. Muellner C. Kreimel Tod R. Berger H. Dungler \| |
| Arbitri:                                   | Hofbauer D. Muellner C. Kreimel Tod R. Berger H. Dungler |                                      |                       | |

#### Playoff
| Korneuburg 14 giugno 2008, ore 18:00 Semifinale | Danube Dragons                                                 | 20 – 44 (7-10 7-14 0-20 6-0) referto | Graz Giants | Rattenfängerstadion (1000 spett.)\| Arbitri: \| Hofbauer C. Mueller Edelmüller Leue R. Berger M. Koenig Ulicny \| |
| Arbitri:                                        | Hofbauer C. Mueller Edelmüller Leue R. Berger M. Koenig Ulicny |                                      |             | |

| Arbitri: | T. Koenig K. Bremser Edelmüller O. Wahl Lair Savicevic Leue |

| |           | |
| Ponce de Leon 8':34" Q2 (TD) 1yd pass from M.Muheize Biedenkapp Q2 (pat) Biedenkapp 6':25" Q2 (TD) 46yd pass from C. Gunn Biedenkapp Q2 (pat) M. Grassegger 2':47" Q2 (TD) 10yd run Biedenkapp Q2 (pat) M. Grassegger 8':57" Q4 (TD) 20yd run Biedenkapp Q4 (pat) Biedenkapp 2':18" Q4 (FG) 45yd | Marcatori | J. Dieplinger 0':22" Q2 (TD) 4yd pass from M. Glavic R. Balazinek Q2 (pat) A. Proeller 10':34" Q4 (TD) 21yd pass from M. Glavic R. Balazinek Q4 (pat) F.Grein 5':21" Q4 (TD) 3yd run R. Balazinek Q4 (pat) |

### European Football League 2008

#### Stagione regolare
| La Courneuve 22 marzo 2008, ore 20:00 2ª giornata | Flash de La Courneuve | 14 – 12 (0-0 7-12 0-0 7-0) | Graz Giants | Stade Géo André |

| Graz 12 aprile 2008, ore 14:00 4ª giornata | Graz Giants | 49 – 27 (14-6 14-21 14-0 7-0) | Flash de La Courneuve |  |

#### Playoff
| Stoccarda 10 maggio 2009, ore 18:00 Quarti di finale | Stuttgart Scorpions | 9 – 24 (0-7 0-3 3-0 6-14) | Graz Giants | Gazi-Stadion auf der Waldau |

| 31 maggio 2009, ore 17:00 Semifinale | Tirol Raiders | 56 – 49 (d.2t.s.) (14-14 0-14 14-7 14-7 7-7 7-0) | Graz Giants |  |

### Statistiche di squadra
| Competizione      | %Vittorie | In casa | In casa | In casa | In casa | In casa | In casa | In trasferta | In trasferta | In trasferta | In trasferta | In trasferta | In trasferta | Totale | Totale | Totale | Totale | Totale | Totale |
| Competizione      | %Vittorie | G       | V       | N       | P       | Pf      | Ps      | G            | V            | N            | P            | Pf           | Ps           | G      | V      | N      | P      | Pf     | Ps     |
| ----------------- | --------- | ------- | ------- | ------- | ------- | ------- | ------- | ------------ | ------------ | ------------ | ------------ | ------------ | ------------ | ------ | ------ | ------ | ------ | ------ | ------ |
| Stagione regolare | .667      | 3       | 3       | 0       | 0       | 130     | 54      | 3            | 1            | 0            | 2            | 91           | 103          | 6      | 4      | 0      | 2      | 221    | 157    |
| Playoff           | 1.000     | 0       | 0       | 0       | 0       | 0       | 0       | 2            | 2            | 0            | 0            | 75           | 41           | 2      | 2      | 0      | 0      | 75     | 41     |
| Stagione regolare | .500      | 1       | 1       | 0       | 0       | 49      | 27      | 1            | 0            | 0            | 1            | 12           | 14           | 2      | 1      | 0      | 1      | 61     | 41     |
| Playoff           | .500      | 0       | 0       | 0       | 0       | 0       | 0       | 2            | 1            | 0            | 1            | 73           | 65           | 2      | 1      | 0      | 1      | 73     | 65     |
| Totale            | .667      | 4       | 4       | 0       | 0       | 179     | 81      | 8            | 4            | 0            | 4            | 251          | 223          | 12     | 8      | 0      | 4      | 430    | 304    |

## Seconda squadra

### Austrian Football Division 3 2008

#### Stagione regolare
| 30 marzo 2008 1ª giornata | Graz Giants 2 | 12 – 6 | Gmunden Rams |  |

| 6 aprile 2008 2ª giornata | Schwaz Hammers | 19 – 21 (0-7 6-6 7-0 6-8) | Graz Giants 2 |  |

| 20 aprile 2008 3ª giornata | Graz Giants 2 | 49 – 0 | Innsbruck Patriots |  |

| 27 aprile 2008 4ª giornata | Tirol Raiders JV | 49 – 0 | Graz Giants 2 |  |

| 18 maggio 2008 5ª giornata | Gmunden Rams | 13 – 14 | Graz Giants 2 |  |

| 25 maggio 2008 6ª giornata | Graz Giants 2 | 22 – 29 | Red Lions Hall |  |

#### Playoff
| 15 giugno 2008 Semifinale | Graz Giants 2 | 20 – 14 | Schwaz Hammers |  |

| 29 giugno 2008 Challenge Bowl | Tirol Raiders JV | 45 – 15 | Graz Giants 2 |  |

### Statistiche di squadra
| Competizione      | %Vittorie | In casa | In casa | In casa | In casa | In casa | In casa | In trasferta | In trasferta | In trasferta | In trasferta | In trasferta | In trasferta | Totale | Totale | Totale | Totale | Totale | Totale |
| Competizione      | %Vittorie | G       | V       | N       | P       | Pf      | Ps      | G            | V            | N            | P            | Pf           | Ps           | G      | V      | N      | P      | Pf     | Ps     |
| ----------------- | --------- | ------- | ------- | ------- | ------- | ------- | ------- | ------------ | ------------ | ------------ | ------------ | ------------ | ------------ | ------ | ------ | ------ | ------ | ------ | ------ |
| Stagione regolare | .667      | 3       | 2       | 0       | 1       | 83      | 35      | 3            | 2            | 0            | 1            | 35           | 81           | 6      | 4      | 0      | 2      | 118    | 116    |
| Playoff           | .500      | 1       | 1       | 0       | 0       | 20      | 14      | 1            | 0            | 0            | 1            | 15           | 45           | 2      | 1      | 0      | 1      | 35     | 59     |
| Totale            | .625      | 4       | 3       | 0       | 1       | 103     | 49      | 4            | 2            | 0            | 2            | 50           | 126          | 8      | 5      | 0      | 3      | 153    | 175    |